# 尼爾·列費恩
尼爾·大衛·列費恩（英語：Neil David Redfearn，1965年6月20日—）是一名英格蘭前職業足球員，退役後擔任教練工作，現時執教英冠球會洛達咸。

## 生平
列費恩在英格蘭足球聯賽上陣790場，是歷來第五高的紀錄；在他長達24個年頭的球員生涯中更有超過1,000場為一隊上陣的經驗。列費恩曾擔任斯卡布羅和諾夫域治維多利亞的領隊，亦曾短暫擔任哈利法克斯镇﹑約克城和（3次）的看守領隊。
2014年11月1日，擔任列斯聯青訓學院教練並曾3次暫代領隊職務的列費恩獲球會授予主教練，簽署12個月滾動合約。2015年5月20日，前韋根領隊（Uwe Rösler）走馬上任列斯聯主教練，是球會少於一年內第五名主帥，列費恩復任青訓學院主管。2015年7月16日，列費恩表示球隊並非真心回復其青訓學院主管職位而辭職離隊。
2015年10月9日，列費恩接任洛達咸領隊，簽約兩年半。他於2016年2月8日被辭退。
2017年12月29日，唐卡士打流浪百麗絲女子足球會委任他為領隊。

## 外部連結
- 足球数据库：尼爾·列費恩的球员统计数据